# Ludger Rethmann
Ludger Rethmann (né le 4 mai 1966 à Münster) est un entrepreneur allemand, président du conseil d'administration de Remondis SE & Co. KG et membre du conseil d'administration de Rethmann SE & Co. KG.

## Vie et formation
Ludger Rethmann est le deuxième enfant de l'entrepreneur Norbert Rethmann (*1939) et petit-fils de Josef Rethmann. Il a grandi, avec ses trois frères, dans une famille d'entrepreneurs catholiques à Selm,,.
Ludger Rethmann a étudié la gestion d'entreprise à Münster et a obtenu un diplôme de gestion d'entreprise. Il est marié et a deux enfants.

## Activité professionnelle
Après des études de gestion d'entreprise à Münster, il est entré dans l'entreprise Rethmann Entsorgung (aujourd'hui Remondis SE & Co. KG) à Lübeck peu avant la réunification allemande. Au début des années 1990, il s'est particulièrement consacré au développement commercial dans les nouveaux Länder allemands, ainsi que, plus tard, au développement des activités internationales. En 1994, il a été nommé au conseil d'administration de Rethmann SE & Co. KG ainsi que de Remondis SE & Co. KG (auparavant : Rethmann Entsorgung AG & Co. KG). Remondis est actif dans les secteurs de la gestion de l'eau, des services industriels et communaux ainsi que du recyclage. En 2000, Ludger Rethmann est devenu président du conseil d'administration puis, en 2008, président du directoire de Remondis SE & Co. KG. Dans les sociétés sœurs appartenant au groupe Rethmann, Rhenus SE & Co. KG et Saria SE & Co. KG, il détient des mandats au sein du conseil de surveillance. En 2019, Ludger Rethmann a en outre été nommé vice-président du groupe français Transdev, actif au niveau international, après que l'entreprise familiale Rethmann ait racheté 30 % des parts de Transdev à Veolia et en détenait 34 % après l'apport de l'activité de transport public Rhenus Veniro. Le 1er juillet 2025, l'acquisition de 32 % supplémentaires de Transdev a été annoncée. Rethmann est ainsi devenu l'actionnaire majoritaire du groupe Transdev.

## Affiliations et fonctions honorifiques
- Directeur Général / Membre du comité exécutif de Remondis SE & Co. KG
- Membre du comité exécutif de Rethmann SE & Co. KG
- Membre du conseil d'administration de Rhenus SE & Co. KG
- Membre du conseil d'administration de Saria SE & Co. KG
- Membre du conseil d'administration du prestataire de services de mobilité Transdev Group S.A.[13]
- Membre du conseil consultatif de la Deutsche Bank AG
- Membre du conseil d'administration de la Kath. St. Paulus Gesellschaft
- Membre du conseil d'administration de la fondation St. Marien Hospital

Référence des sources

## Publications
- Michael Schäfer, Ludger Rethmann : Öffentlich-Private Partnerschaften : Modèle dépassé ou stratégie pour les services publics communaux? Springer Gabler, Wiesbaden 2020,  (ISBN 978-3-658-28273-8)
- Michael Schäfer, Ludger Rethmann : Öffentlich-Private Daseinsvorsorge (ÖPD) in Deutschland : Les entreprises d'économie mixte au niveau communal comme facteur de réussite stratégique, Springer Gabler, Wiesbaden 2020,  (ISBN 978-3-658-31100-1)
- Clemens Galuschka, Wolfram Kuschke, Ludger Rethmann, Michael Schäfer, Axel Weinand : Lünener Erklärung: Prämissen für eine grundlegende Restrukturierung des Gesundheitswesens in Deutschland unter Berücksichtigung von Erfahrungen und Erkenntnissen aus der Corona-Pandemie, Lünen 2020
- Ludger Rethmann : Surcapacité sur le marché de l'incinération des déchets ménagers et spéciaux - Stratégie de Remondis AG & Co. KG. Dans : Karl J. Thomé-Kozmiensky, Michael Beckmann (éd.) : Énergie à partir de déchets. TK-Verlag, Neuruppin 2016,  (ISBN 978-3-944310-24-4).
- Ludger Rethmann : Transport de déchets spéciaux. Ein Vergleich Schiene/Strasse aus abfallwirtschaftlicher und gefahrengutlicher Sicht, Erich Schmidt Verlag, Berlin 1989,  (ISBN 978-3-503028313).

## Distinctions
- 2019 : Chevalier de la Légion d'honneur[14]